# Фукьерия блестящая
Фукьерия блестящая (лат. Fouquieria splendens) — вид суккулентных растений рода Фукьерия (Fouquieria), семейства Фукьериевые (Fouquieriaceae), естественно произрастающий на территории Мексики и США.
Фукьерия блестящая — необычный, тонкий кустарник или небольшое деревце, напоминающее кактус, с колючими стеблями, высотой от 2,5 до 6 (-10) м. Стебли могут быть малоразветвленными или неразветвленными, с короткими и длинными побегами. В периоды засухи растение сбрасывает свои листья и цветки, но благодаря наличию хлорофилла в коре продолжает фотосинтезировать даже без листьев. Этот вид является наиболее распространенным в роде Фукьерия.

## Название
Родовое латинское (научное) название было дано в честь Пьера Фукье (Pierre Fouquier, 1776-1850) — французского врача при короле Луи-Филиппе. Видовой латинский эпитет splendens переводится с латыни как — «блестящий», что связано с цветками. 
Народное название: Окотилло.

## Ботаническое описание
Стебли множественные, колючие, зеленые, собранные в гроздья из общей корневой кроны. Кора стеблей может иметь оттенок от беловатого до серо-зеленого с темными бороздками. Растение имеет два типа листьев: длинные ложковидные листья, которые появляются только во влажный сезон, и второй тип, от обратнояйцевидных до эллиптических, которые появляются после каждого кратковременного дождя. Фукьерия блестящая может оставаться безлистной большую часть года и в самую холодную часть зимы. Растение имеет тупые черешковые шипы длиной 1-4 см. 

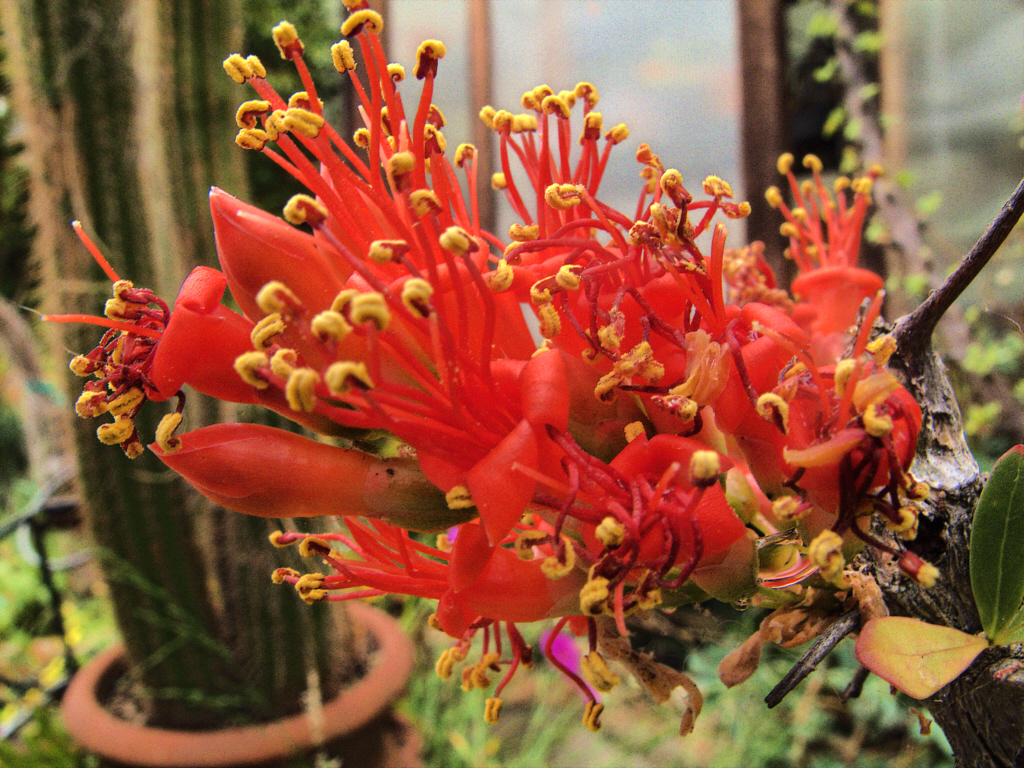
Соцветие

Соцветие представляет собой густую метелку, собранную на кончиках каждого зрелого стебля. Цветки имеют цилиндрическую трубку и отличаются разнообразием от оранжево-красного до красного цвета. Плоды представляют собой трехстворчатые коробочки длиной 1-2 см. Растение цветет особенно после дождя весной, летом и иногда осенью.
Количество хромосом — 2n = 24.

## Распространение и экология

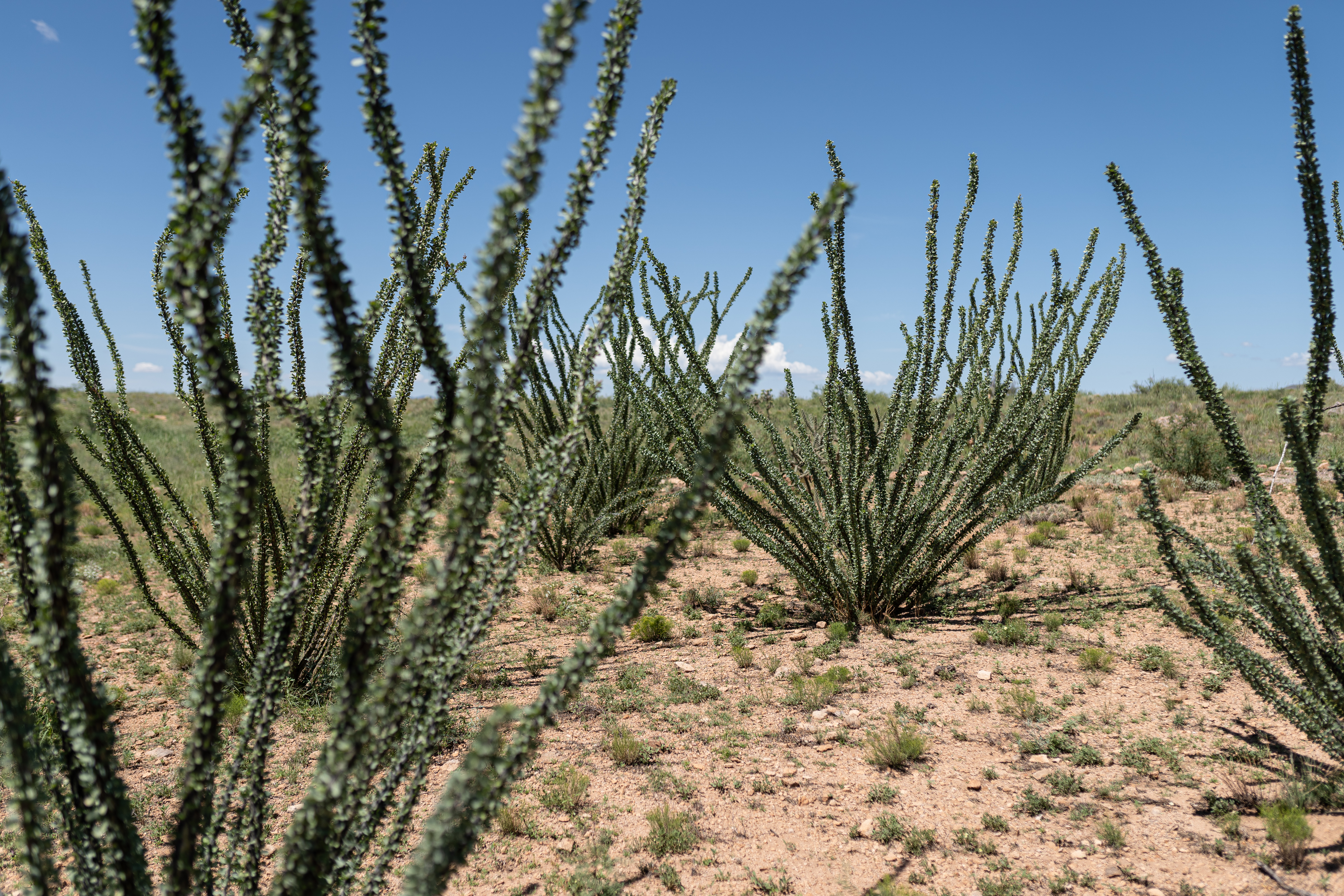
Небольшая популяция

Ареал охватывает территории, немного выходя за пределы пустыни Сонора, распространяясь на всей территории южной Калифорнии, юго-западной Аризоны, Техаса и Мексики (Сакатекас и Идальго). Можно также найти небольшие колонии или отдельные растения в различных горных районах, выходящих на северный край пустыни Сонора.
Диапазон высотного распространения этого растения варьирует от 0 до 1500 м над уровнем моря. Оно предпочитает сухие и каменистые холмы, склоны, равнины и прибрежные участки, где почва богата известняком и обладает хорошей вентиляцией. В более засушливых низинных районах почва становится более песчаной и рыхлой.
Основными опылителями являются колибри и пчелы-плотники (Xylocarpa Californica).

## Таксономия

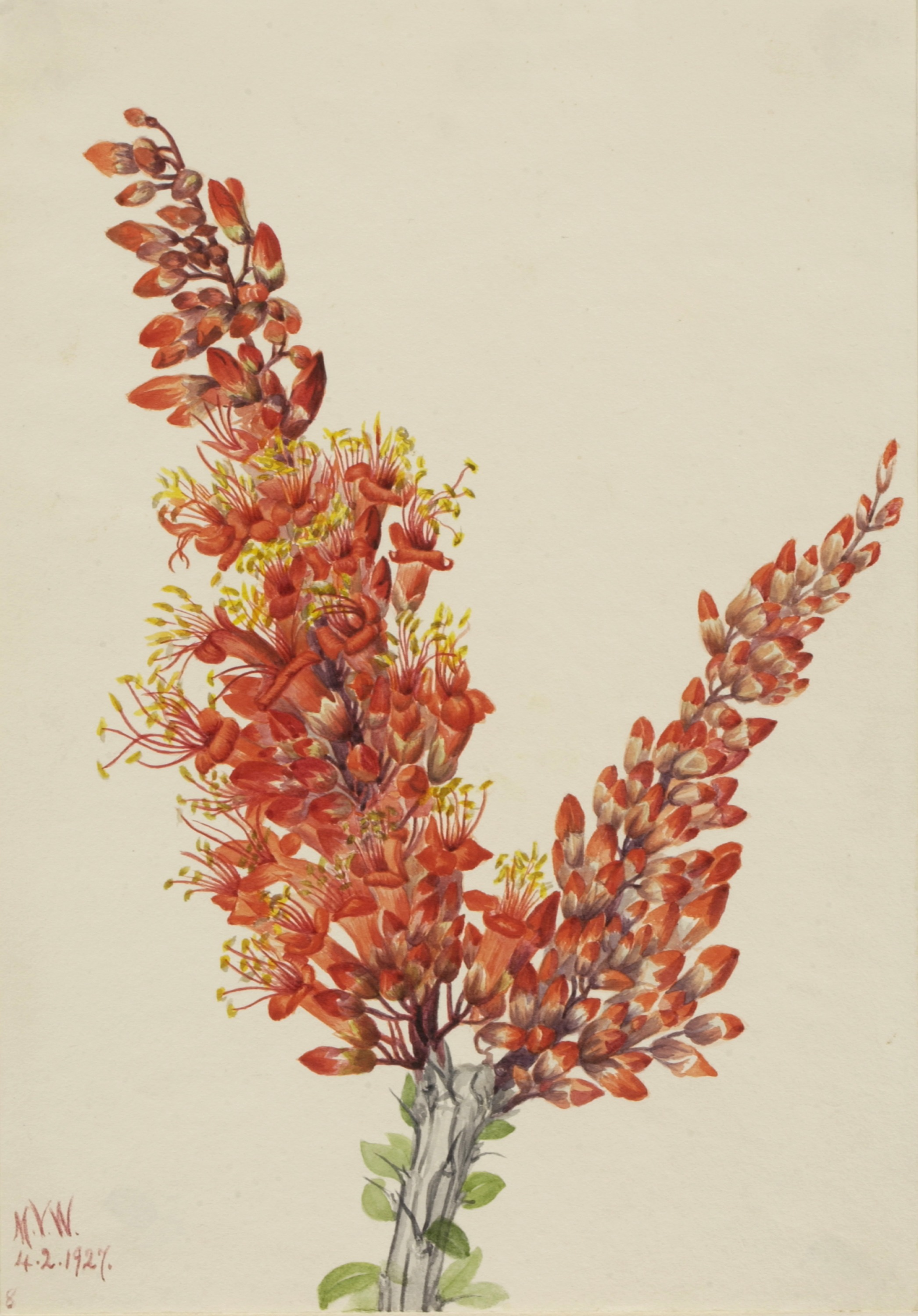
Ботаническая иллюстрация соцветия

Fouquieria splendens Engelm., первое упоминание в Mem. Tour N. Mexico : 98 (1848).

### Синонимы
- Fouquieria splendens f. albiflora Lodé

### Подвиды
Подтвержденные подвиды по данным сайта WFO Plantlist на июнь 2023 года:
- Fouquieria splendens subsp. campanulata (Nash) Henrickson
- Fouquieria splendens subsp. splendens

## Выращивание

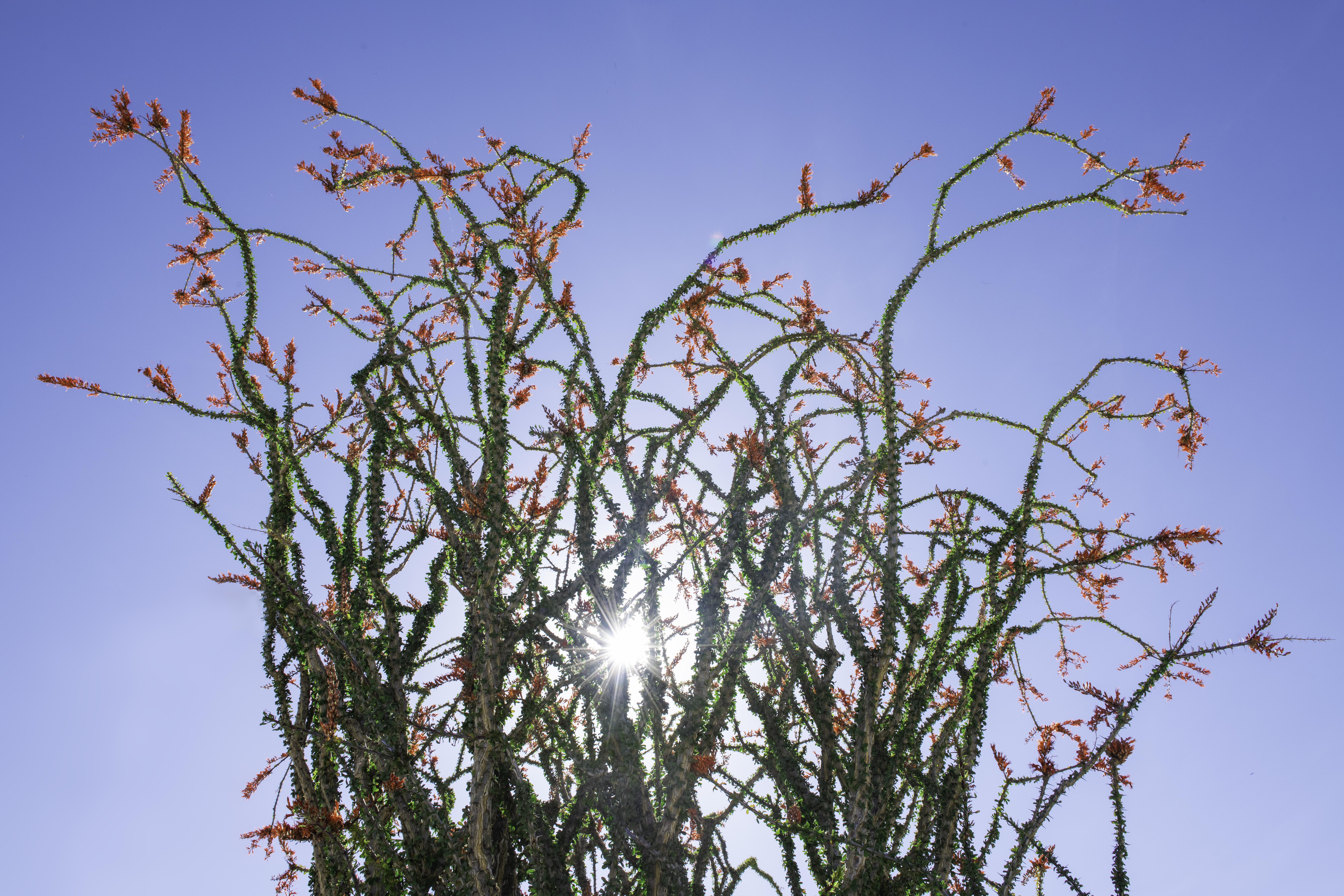
Цветение

Для увеличения объема основного ствола часто проводят обрезку боковых ветвей. Рекомендуется выращивать растение на открытом солнце или в полутени. Во время активного роста (когда есть листья), необходим умеренный полив, однако в период покоя (без листьев) растение следует держать сухим. Размножение возможно как с помощью семян, так и черенками. Рассада растет быстро, но для успешного развития ей требуется горшок с достаточной глубиной, чтобы вместить толстый стержневой корень. Фукьерия блестящая легко пересаживается и широко используется в ландшафтном дизайне садов.

## Применение
- Отдельные стебли широко используются как материал для ограждений в их родном регионе и часто укореняются, чтобы создать живые заборы[3].
- Цветки собираются, сушатся и используются для приготовления травяного чая[3].
- Свежие цветки могут быть добавлены в салаты, придавая им острый вкус. Их также можно обвалять в кляре и обжаривать[3].